# Alias (команда)
Alias — це команда в різних інтерпретаторах командного рядка, яка дозволяє замінити слово іншим рядком. В основному він використовується для скорочення системної команди або для додавання аргументів за замовчуванням до регулярно використовуваної команди. Alias доступний в оболонках Unix, AmigaDOS, 4DOS/4NT, KolibriOS, Windows PowerShell, ReactOS та оболонці EFI. Команди alias можуть бути записані безпосередньо в файлі конфігурації або отримані з окремого файлу.

## Історія
У Unix alias були введені в оболонку C і зберігаються в оболонках-нащадках, таких як tcsh і bash. Псевдоніми оболонки C були строго обмежені одним рядком. Це було корисно для створення простих команд швидкого доступу, але не більш складних конструкцій. Концепція псевдоніма з csh була імпортована в оболонку Korn (ksh). З оболонками, які підтримують і функції, і псевдоніми, але без параметризованих вбудованих сценаріїв оболонки, рекомендується використовувати функції, де це можливо.

## Використання

### Створення alias

#### Unix
Непостійні псевдоніми можна створити, надавши ім'я/значення як аргументи для команди псевдоніма. В оболонках Unix синтаксис такий:
```
alias
 
gc
=
'git commit'

```

#### C shell
Синтаксис в оболонці C або tcsh такий:
```
alias
 
gc
 
"git commit"

```

Цей псевдонім означає, що коли команда gc читається в оболонці, вона буде замінена на git commit, і ця команда буде виконана.

#### 4DOS
У оболонці 4DOS/4NT використовується наступний синтаксис, щоб визначити cp як псевдонім для команди копіювання 4DOS:
```
alias
 
cp
 
copy

```

#### Windows PowerShell
Щоб створити новий псевдонім у Windows PowerShell, можна використовувати New-Alias:
```
new-alias
 
ci
 
copy-item

```

Це створює новий псевдонім під назвою ci, який під час виконання буде замінено на copy-item.

### Перегляд поточних alias
Для перегляду існуючих псевдонімів можна використовувати такі команди:
```
alias
         
#Використовується без аргументів; відображає список усіх поточних alias

alias
 
-p
      
#Перерахуйте alias таким чином, щоб дозволити повторне створення шляхом отримання вихідних даних

alias
 
myAlias
 
#Відображає команду для існуючого alias

```

### Перевизначення alias
У оболонках Unix можна перевизначати, вводячи в лапки будь-який символ в імені alias під час його використання. Наприклад, розглянемо таке визначення:
```
alias
 
ls
=
'ls -la'

```

Щоб замінити цей alias і виконати команду ls, як вона була визначена спочатку, можна використовувати такий синтаксис:
```
'ls'
 
або
 
\l
s

```

У оболонці 4DOS/4NT можна замінити alias, поставивши до нього префікс зірочки. Наприклад, розглянемо таке визначення:
```
alias
 
dir
 
=
 
*dir
 
/2/p

```

### Зміна alias
У Windows PowerShell дієслово set можна використовувати з командлетом alias, щоб змінити існуючий:
```
set-alias
 
ci
 
cls

```

Псевдонім ci тепер вказуватиме на команду cls.
У оболонці 4DOS/4NT команда eset надає інтерактивний командний рядок для редагування існуючого alias:
```
eset
 
/a
 
cp

```

/a викликає редагування псевдоніма cp, на відміну від змінної середовища з такою ж назвою.

### Видалення alias
В оболонках Unix і 4DOS/4NT alias можна видалити, виконавши команду unalias:
```
unalias
 
copy
 
#видаляє копію alias

unalias
 
-a
   
#-a switch видалить усі alias

unalias
 
*
    
#4DOS/4NT еквівалент `unalias -a` - підтримуються символи підстановки

```

## Особливості

### Послідовність
Alias зазвичай замінює лише перше слово. Але деякі оболонки, такі як bash і ksh, дозволяють замінювати послідовність або слова. Ця конкретна функція недоступна через механізм функцій.
Звичайний синтаксис полягає у визначенні першого alias за допомогою пробілу в кінці. Наприклад, використовуючи два alias:
```
alias
 
list
=
'ls '
   
#зверніть увагу на кінцевий пробіл, щоб запустити послідовність

alias
 
long
=
'-Flas'
 
#параметри для ls для довгого списку

```

### Аргументи команди
У командній оболонці C аргументи можуть бути вбудовані всередину команди за допомогою рядка \!*. Наприклад, з таким alias:
```
alias
 
ls-more
 
'ls \!* | more'

```

Натомість оболонки Bash і Korn використовують функції оболонки — див Альтернативи нижче.

## Альтернативи
Найпоширенішу форму alias, які просто додають кілька параметрів до команди, а потім включають решту командного рядка, можна легко перетворити на функції оболонки за цим шаблоном:
```
alias
 
ll
=
'ls -Flas'
       
#довгий список, alias

ll
 
()
 
{
 
ls
 
-Flas
 
"
$@
"
 
;
 
}
 
#довгий список,функція

```

Щоб запобігти рекурсивному виклику функції, використовуйте команду:
```
ls
 
()
 
{
 
command
 
ls
 
--color
=
auto
 
"
$@
"
 
;
 
}

```

У старих оболонках Борна використовуйте /bin/ls замість команди ls.

## Зноски
1. ↑  about Aliases - PowerShell. learn.microsoft.com (амер.). 6 лютого 2023. Процитовано 12 жовтня 2023.
2. ↑  Tijink, Stephan. Der Shell-Befehl alias. Pro-Linux (нім.). Процитовано 15 жовтня 2023.
3. ↑  alias › Wiki › ubuntuusers.de. wiki.ubuntuusers.de. Процитовано 15 жовтня 2023.
4. ↑  alias(1p) - Linux manual page. man7.org. Процитовано 15 жовтня 2023.
5. ↑  Alias substitution in the C shell. www.ibm.com (амер.). 6 лютого 2023. Процитовано 12 жовтня 2023.
6. ↑  New-Alias (Microsoft.PowerShell.Utility) - PowerShell. learn.microsoft.com (амер.). Процитовано 15 жовтня 2023.